# Théodore Monbeig
Pour les articles homonymes, voir Monbeig.
Jean Théodore Monbeig-Andrieu est un missionnaire de la Société des missions étrangères de Paris et collecteur botaniste français né le 22 octobre 1875 à Salies-de-Béarn (Pyrénées-Atlantiques) et décédé le 12 juin 1914 près de Litang, au Tibet oriental, dans le Kham, incorporé au Séchuan.

## Biographie

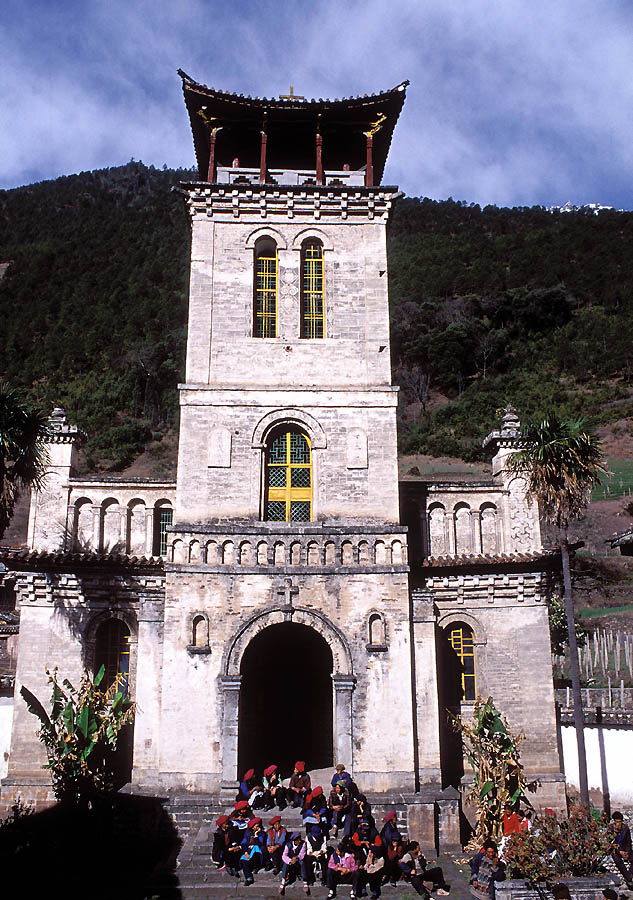
Vue actuelle de l'église de Tsedjrong

Il a été missionnaire, quittant Paris le 21 juillet 1899, d'abord en assistant du père Dubernard, puis titulaire du district de Tsé-kou (actuellement Yanmen), au Yunnan, village situé dans une vallée sur la rive droite du Mékong quand le 
père Dubernard est assassiné et la mission mise à sac, complètement incendiée et ruinée en juillet 1905 . En 1907, grâce à l'aide du consul de France au Yunnan, M. Leduc, la mission est finalement indemnisée pour les dommages causés en 1905. De 1907 à 1911, l'église, consacrée en février le jour de l'Épiphanie, et les établissements de la mission sont reconstruits par Théodore (maîtrise d'œuvre et maîtrise d'ouvrage) au village de Tché-Tchong ou Tse-djrong (actuellement Cizhong), un peu plus au nord. Le P. Monbeig fonde aussi un petit couvent au village pour former une communauté de jeunes institutrices consacrées, les Filles de la Croix, dont la vocation est d'instruire les jeunes enfants et de former des catéchistes.
Le 12 juin 1914, Théodore Monbeig est assassiné par une bande de cavaliers tibétains dirigée par Lozong Daoua, près de Litang (Séchuan), sur les pentes du mont Ngaraba.
Il s'est intéressé aux dialectes tibétains (lo lo)
Travaillant avec des botanistes anglais, ses collectes ont été plus adressées à Kew, mais quelques-unes l'ont été à l'Académie internationale de géographie botanique.

## Plantes qui lui ont été dédiées
Quelques plantes des échantillons qu'il a envoyés en France et en Angleterre lui ont été dédiées :
- Arisaema monbeigii Gamble ex C.E.C.Fisch. (1928) - Aracée de Chine (Yunnan) et Myanmar
- Astragalus monbeigii N.D.Simpson (1915) - Fabacée de Chine
- Carpinus monbeigiana Hand.-Mazz. (1924) - Bétulacée de Chine (Yunnan)
- Deutzia monbeigii W.W.Sm. (1920) - Hydrangeacée de Chine (Yunnan)
- Euonymus monbeigii W.W.Sm. (1917) - Célastracée de Chine (Yunnan)
- Gentiana monbeigii Marquand ex Wilkie (1907) - Gentianacée
- Indigofera monbeigii Craib (1913) - Fabacée de Chine (Yunnan)
- Pedicularis monbeigiana Bonati (1913) - Scrophulariacée de Chine (Yunnan)
- Primula monbeigii Balf.f. (1913) - Primulacée de Chine (Yunnan)
- Rhododendron monbeigii Rehder & E.H.Wilson (1913) - Éricacée de Chine (Yunnan)
- Senecio monbeigii H.Lév. (1915) - Astéracée de Chine (Yunnan)
- Silene monbeigii W.W.Sm. (1920) - Caryophyllacée de Chine (Yunnan)
- Sorbus monbeigii (Cardot) T.T.Yu (1974) - Rosacée Tibet (Synonyme : Pyrus monbeigii Cardot)
- Swida monbeigii (Hemsl.) Soják (1960) - Cornacée de Chine (Yunnan) (Synonyme : Cornus monbeigii Hemsl.)[9]
- Viola monbeigii W.Becker (1928) - Violacée de Chine (Yunnan)
- Viola pseudo-monbeigii Chang - Violacée de Chine - Sichuan (Aikawa, Chongqing)